# Stazione di Osakajō-kōen
La stazione di Ōsakajō-kōen (大阪城公園駅?, Ōsakajō-kōen-eki, Stazione del Parco del Castello di Osaka) è una delle stazioni della Linea Circolare di Ōsaka in Giappone.

## Linee

### Treni
- JR West
  - Linea Circolare di Ōsaka